# Nicolás Servetto
Nicolás Servetto (Macachín, provincia de La Pampa, Argentina; 27 de marzo de 1996) es un futbolista argentino. Juega de delantero y su equipo actual es Gimnasia y Esgrima de Mendoza de la Primera Nacional de Argentina.

## Trayectoria

### Inicios
Se inició en el Club Atlético Macachín de su pueblo natal, y llegó a Vélez Sarsfield a través de una prueba en la cual quedó seleccionado. Fue el máximo goleador de la categoría '96 del club.
El 10 de abril de 2016, durante un partido correspondiente a la 10ª fecha, debutó oficialmente frente a Rosario Central, partido que ganaría el conjunto de Bassedas por 3 a 2.

### Almagro y Platense
En el año 2020, llega al Club Almagro, desde el club Club Ferro Carril Oeste (General Pico), para disputar la Primera Nacional, en su primera temporada, el campeonato de la Primera Nacional 2020, no cosechó ningún gol en 4 partidos disputados, pero ya en la temporada siguiente consiguió realizar 13 goles participando en 32 partidos, en la temporada actual, el campeonato de la Primera Nacional 2022, lleva convertidos 10 goles en 26 partidos, sumando en total, 23 goles convertidos en 62 partidos con la camiseta del club tricolor.
Se incorpora a Platense para la temporada de 2023.

### Orense de Ecuador y Gimnasia de Mendoza
En 2024 se sumó a préstamo a Orense Sporting Club de Ecuador. Un año más tarde, también en condición de cedido, firmó contrato con Gimnasia y Esgrima de Mendoza para disputar la Primera Nacional 2025 de Argentina.

## Estadísticas

### Clubes
| Club                              | Div.          | Temporada     | Liga  | Liga  | Liga   | Copas nacionales | Copas nacionales | Copas nacionales | Copas internacionales | Copas internacionales | Copas internacionales | Total | Total | Total  | Media goleadora |
| Club                              | Div.          | Temporada     | Part. | Goles | Asist. | Part.            | Goles            | Asist.           | Part.                 | Goles                 | Asist.                | Part. | Goles | Asist. | Media goleadora |
| --------------------------------- | ------------- | ------------- | ----- | ----- | ------ | ---------------- | ---------------- | ---------------- | --------------------- | --------------------- | --------------------- | ----- | ----- | ------ | --------------- |
| Vélez Sarfield Argentina          | 1.ª           | 2016          | 3     | 0     | 0      | 1                | 0                | 0                | —                     | —                     | —                     | 4     | 0     | 0      | 0.00            |
| Vélez Sarfield Argentina          | 1.ª           | 2016-17       | 1     | 0     | 0      | —                | —                | —                | —                     | —                     | —                     | 1     | 0     | 0      | 0.00            |
| Vélez Sarfield Argentina          | Total club    | Total club    | 4     | 0     | 0      | 1                | 0                | 0                | 0                     | 0                     | 0                     | 5     | 0     | 0      | 0.00            |
| Brown de Adrogué Argentina        | 2.ª           | 2017-18       | 11    | 1     | 0      | —                | —                | —                | —                     | —                     | —                     | 11    | 1     | 0      | 0.09            |
| Brown de Adrogué Argentina        | Total club    | Total club    | 11    | 1     | 0      | 0                | 0                | 0                | 0                     | 0                     | 0                     | 11    | 1     | 0      | 0.09            |
| Deportes Puerto Montt · Chile     | 2.ª           | 2018          | 13    | 5     | 1      | —                | —                | —                | —                     | —                     | —                     | 13    | 5     | 1      | 0.38            |
| Deportes Puerto Montt · Chile     | 2.ª           | 2019          | 10    | 1     | 1      | —                | —                | —                | —                     | —                     | —                     | 10    | 1     | 1      | 0.10            |
| Deportes Puerto Montt · Chile     | Total club    | Total club    | 23    | 6     | 2      | 0                | 0                | 0                | 0                     | 0                     | 0                     | 23    | 6     | 2      | 0.26            |
| Deportes Valdivia · Chile         | 2.ª           | 2019          | 12    | 1     | 0      | —                | —                | —                | —                     | —                     | —                     | 12    | 1     | 0      | 0.08            |
| Deportes Valdivia · Chile         | Total club    | Total club    | 12    | 1     | 0      | 0                | 0                | 0                | 0                     | 0                     | 0                     | 12    | 1     | 0      | 0.08            |
| Ferro Carril Oeste (GP) Argentina | 3.ª           | 2019-20       | 5     | 3     | 0      | 1                | 0                | 0                | —                     | —                     | —                     | 6     | 3     | 0      | 0.50            |
| Ferro Carril Oeste (GP) Argentina | Total club    | Total club    | 5     | 3     | 0      | 1                | 0                | 0                | 0                     | 0                     | 0                     | 6     | 3     | 0      | 0.50            |
| Almagro Argentina                 | 2.ª           | 2020          | 4     | 0     | 0      | —                | —                | —                | —                     | —                     | —                     | 4     | 0     | 0      | 0.00            |
| Almagro Argentina                 | 2.ª           | 2021          | 32    | 13    | 2      | —                | —                | —                | —                     | —                     | —                     | 32    | 13    | 2      | 0.41            |
| Almagro Argentina                 | 2.ª           | 2022          | 37    | 13    | 2      | —                | —                | —                | —                     | —                     | —                     | 37    | 13    | 2      | 0.35            |
| Almagro Argentina                 | Total club    | Total club    | 73    | 26    | 4      | 0                | 0                | 0                | 0                     | 0                     | 0                     | 73    | 26    | 4      | 0.36            |
| Platense Argentina                | 1.ª           | 2023          | 27    | 6     | 1      | 11               | 1                | 0                | —                     | —                     | —                     | 38    | 7     | 1      | 0.18            |
| Platense Argentina                | Total club    | Total club    | 27    | 6     | 1      | 11               | 1                | 0                | 0                     | 0                     | 0                     | 38    | 7     | 1      | 0.18            |
| Atlético Tucumán Argentina        | 1.ª           | 2024          | 12    | 0     | 0      | 1                | 0                | 1                | —                     | —                     | —                     | 13    | 0     | 1      | 0.00            |
| Atlético Tucumán Argentina        | Total club    | Total club    | 12    | 0     | 0      | 1                | 0                | 1                | 0                     | 0                     | 0                     | 13    | 0     | 1      | 0.00            |
| Orense · Ecuador                  | 1.ª           | 2024          | 13    | 1     | 0      | 1                | 0                | 0                | —                     | —                     | —                     | 14    | 1     | 0      | 0.07            |
| Orense · Ecuador                  | Total club    | Total club    | 13    | 1     | 0      | 1                | 0                | 0                | 0                     | 0                     | 0                     | 14    | 1     | 0      | 0.07            |
| Gimnasia y Esgrima (M) Argentina  | 2.ª           | 2025          | 0     | 0     | 0      | —                | —                | —                | —                     | —                     | —                     | 0     | 0     | 0      | 0.00            |
| Gimnasia y Esgrima (M) Argentina  | Total club    | Total club    | 0     | 0     | 0      | 0                | 0                | 0                | 0                     | 0                     | 0                     | 0     | 0     | 0      | 0.00            |
| Total carrera                     | Total carrera | Total carrera | 180   | 44    | 7      | 15               | 1                | 1                | 0                     | 0                     | 0                     | 195   | 45    | 8      | 0.23            |
| 1.                                |               |               |       |       |        |                  |                  |                  |                       |                       |                       |       |       |        |                 |